# دارسي سبروت نيتو
دارسي سبروت نيتو (25 مارس 1987 في سانتا كاتارينا في البرازيل – )؛ هو لاعب كرة قدم كان يلعب كلاعب وسط.

## وصلات خارجية
- دارسي سبروت نيتو على موقع Soccerway.com (الإنجليزية)